# История этики
История этики — история этических теорий.

## Возникновение
О возникновении этики, как системы нравственных норм, нельзя говорить в том же смысле, в каком говорят о возникновении наук или философии вообще. Этика не создаётся путём теоретического интереса к той или иной области действительности, как большинство наук — она обусловливается самим фактом общественной жизни. Мораль не возникает в человеческом обществе в определённый момент времени, но присуща ему, в той или иной форме, на всех стадиях его развития. Везде и во все времена воля человека, живущего в обществе себе подобных, связывалась нравственными нормами самого разнообразного содержания, имеющими вид обычаев, религиозных или государственных установлений. В этом смысле мораль предшествует познанию и часто является даже могущественным стимулом его развития: по преимуществу в области морали зарождается философская мысль. Моральное, сознаваемое сначала как безотчётно-должное, требует с течением времени своего обоснования, как необходимого для достижения открывающихся разуму целей. При этом моральная телеология неизбежно приводит к философской онтологии: «должное» выясняется при помощи философского познания «сущего». Несмотря на этот приоритет морали в развитии общественного и индивидуального человеческого сознания, первые исторически известные попытки научной этики возникают сравнительно поздно, уже на почве вполне ясно обозначившейся философской космологии. Если мораль, как житейскую мудрость общественных законодателей, следует признать существовавшей в самой глубокой древности, то мораль, как философскую теорию, можно констатировать только после Сократа.
Несправедливо совсем отрицать существование философской этики у философов досократовского периода. Она несомненно существовала у пифагорейцев, у Гераклита и Демокрита, если не в виде законченной системы, то как ряд обобщений, находящихся в логической связи с их метафизическими воззрениями. В их взглядах впервые обнаруживаются те общие этические принципы, которые были положены в основание теорий позднейших моралистов.
- В моральной традиции древнейшего периода греческой мысли существовали два противоположных понимания добродетели — арете (др.-греч. Ἀρετή): героический идеал неимоверного самоутверждения, разрушение всяческих границ и пределов личности, этот идеал нашел отражение в героях эпоса Гомера «Илиада» и «Одиссея», и идеал воплощенный в начертанных на дельфийском храме словах «μηδεν αγαν» «Ничего сверх меры». Принципы умеренности отстаивали семь мудрецов.
- Пифагорейцы, в согласии со своей метафизикой чисел, ставили такими принципами гармонию, порядок и меру. На них основывали они как физическое, так и моральное устройство вселенной. Соответственно этому зло признавалось отсутствием меры, пороки — нарушением душевной симметрии. Гераклита следует признать родоначальником этического универсализма. По справедливому мнению Лассаля, вся этика Гераклита выражается в одной формуле: «преданность всеобщему». Быть нравственным — значит, для Гераклита, быть причастным единому вселенскому разуму. Нравственно-должное заключается в исполнении общего закона. Всё индивидуальное, оторванное от всеобщего, обречено на гибель и разложение[3].
- Ксенофан, отмечая приписывание богам различных злонамеренных деяний в произведениях Гомера и Гесиода, отверг саму возможность борьбы и противостояния между богами и титанами, и между самими богами[4].

             Что среди смертных позорным слывет и клеймится

                                                             хулою -

             То на богов возвести ваш Гомер с Гесиодом

                                                            дерзнули.

             Красть, и прелюбы творить, и друг друга обманывать

                                                               хитро."— Ксенофан
В высшей реальности нет места конфликту и насилию, но главенствует справедливость и гармония. Ксенофан также принижает ценности атлетической отваги по сравнению со знанием. Олимпийская победа имеет меньшую ценность чем мудрость философа-поэта, поскольку именно последнее является вкладом в гражданский мир и эвномию — благоразумное правление.
- В воззрениях Демокрита обнаруживается сродство материализма с эвдемонизмом. Высшим благом, по мнению Демокрита, является счастье. Но истинное и прочное счастье даётся только духовными радостями. Это мнение даёт основание видеть в Демокрите провозвестника позднейшего эпикурейства.
- Деятельность софистов дала отрицательные результаты для развития этики. Выставляя своим девизом условность и субъективизм в сфере познания и практики, софисты отвергли основные этические принципы безусловно-должного или ценного и превратили нравственное в пригодное или желательное для тех или иных условных целей. В лучшем случае, мораль их принимала характер тривиального благонравия, как, например, в известной аллегории Продика «Геркулес на распутье». Нравственное поведение для софистов — это способность личности жить в обществе, среди людей, устанавливать с ними взаимоотношения в рамках нравственных норм, принятых в данном обществе.

## Сократ
С субъективизмом этики софистов боролся Сократ. Как в области теоретического познания, так и в области морали, значение Сократа заключается не столько в содержании и систематизации высказанных им идей, сколько в том методе, которым они вырабатывались. Метод этот состоял в восхождении от частного к общему. Сократ обладал искусством образовывать в умах своих собеседников общие понятия. Для морали это значило создавать более общие моральные ценности. В противоположность софистам, Сократ воспитывал у своих современников убеждение в существовании безусловного морального блага. Нравственную деятельность Сократ рассматривал с точки зрения целесообразности. Мы действуем правильно, когда наши действия достигают поставленной цели. Из этого следует, что для правильного действия необходимо знать соотношение между целями и средствами их достижения. Кроме того, все наши действия только тогда являются нравственно ценными, когда мы имеем правильное познание о благе. Отсюда вытекает, что все хорошие поступки обуславливаются знанием или мудростью  — и наоборот, знающий благо, по мнению Сократа, неизбежно к нему стремится и его достигает. Зло может происходить только от неведения блага и пути к нему. Это установление неразрывной связи между знанием добра и добрыми поступками приводит Сократа к отождествлению мудрости с добродетелью, разумности — с добром, отождествлению весьма характерному для всей греческой философии и проводимому в том или ином смысле во всей истории этики до наших дней.
Признавая существование безусловных моральных принципов, Сократ не дал, однако, ясного и определённого содержания этих принципов. Все виды морального блага, бывшие предметом рассмотрения Сократа, тяготеют, главным образом, к двум конечным инстанциям: пользе и законам. Философия Сократа не выходила из рамок житейских и политических интересов, не дающей почвы для обоснования чего-либо безусловного. В этом отношении Цицерон был прав, говоря, что Сократ свёл философию с неба на землю. Однако реализм Сократа имел весьма условное значение: если он, в противоположность своим предшественникам, начинавшим свою философию с астрономических теорий, занялся делами земли и обратил все своё внимание на человеческую деятельность и человеческие отношения, то было бы ошибочно думать, что в них он не находил ничего более высокого и ценного, чем польза и положительное право.
Весьма важным для всей морали Сократа является его различение законов писаных или законов государства и законов неписаных или божественных. В этих-то последних и следует видеть центр тяжести его философии; в них же находит объяснение его личная жизнь, совершенно не соответствовавшая принципам утилитарной морали. Под божественными законами Сократ разумел, прежде всего, те универсальные требования морали, которые присущи всем людям без исключения и нарушение которых неизбежно влечёт за собой возмездие. Существование таких законов (богопочитание, повиновение родителям) служило для Сократа указанием на то, что человеческому сознанию присуща какая-то высшая и всеобщая разумность, велениям которой человек безусловно обязан повиноваться. В сущности, и писаные законы государства являются отражением этих безусловных божественных законов, почему и должны быть исполняемы, независимо от того, насколько они справедливы.
Таким образом, и в сфере эмпирического и условного Сократ умел найти непреложные указания на нечто безусловное. В результате, этика Сократа несомненно имела религиозный характер. Он был убеждён в существовании Бога, как мирового разума, и в воздействии Бога на все живущее. Мало этого, Сократ не только был убеждён в существовании Бога: он ясно сознавал в самом себе голос Божественного разума и повиновался ему с безусловной уверенностью и спокойствием. Это сознание и составляло сущность философского и в то же время морального пафоса Сократа; оно же сделало неизбежной величественную смерть его.
Основоположения Сократа получили у его учеников дальнейшее развитие в двух направлениях: у Платона — в духе крайнего идеализма, у Антисфена и Аристиппа — в духе реализма.

## Идеалистическое направление: Платон
Платон целиком воспринял и детально разработал основное положение Сократа о тождестве знания и добродетели. В воззрениях Платона на понятие блага можно отметить несколько переходных стадий. Реалистическое понимание блага, присущее в значительной степени Сократу, не осталось чуждым и Платону. В этом отношении особенно резко выделяется диалог «Протагор», где в уста Сократа Платон вкладывает гедоническую теорию блага, основанную на понятии удовольствия. Насколько, однако, резко противоречит этот взгляд остальным воззрениям Платона и всему духу его философии, можно видеть из того, что объяснение самого факта его существования в творениях Платона всегда представляло для историков древней философии большое затруднение. Некоторые, как, например, Штейнгарт и Шлейермахер, объясняли этот пункт иронией Сократа, издевающегося над знаменитым софистом. Целлер утверждал, что Сократ высказывал здесь гедонические положения хотя и серьёзно, но не в качестве своих действительных убеждений, а лишь гипотетически, опираясь для целей аргументации на мнение толпы (τῶν πολλῶν). Штрюмпель делает ответственным одного лишь Сократа, отводя в этом месте для Платона лишь роль историка. Наиболее смелое, хотя и наиболее спорное разрешение вопроса принадлежит Владимиру Соловьёву: по его мнению, диалог «Протагор» написан не Платоном, а Аристиппом, основателем школы киренаиков. Во всяком случае, гедонизм может быть признан в мировоззрении Платона лишь переходным моментом; средоточием его является идеалистическое понимание блага. Это понимание предуказанно было уже учением Сократа, с особенной же ясностью и определённостью — самой его личностью и смертью. Высказанное Сократом в темнице положение, что лучше потерпеть несправедливость, чем сделать несправедливость, глубоко запало в ум Платона. Он подробно обсуждает его в двух диалогах: «Критоне» и «Горгии». В последнем он приходит к признанию самой справедливости душевным благом, а несправедливость признает своего рода болезнью, то есть злом. Таким образом, в понятии справедливости, отождествлённой с благом, это последнее понятие приобретает ясный идеалистический смысл.
Поскольку в благе признается ещё гедоническое содержание, оно принимает трансцендентный характер загробного блаженства. Здесь уже ясно намечается переход этического принципа в потусторонний идеальный мир. По мнению Целлера, вся философия Платона по существу представляет этику. Это мнение в особенности применимо к Платоновской теории идей. Идеи — это тот мир, который с неизбежностью возникал в уме Платона в его неустанном искании высшего морального принципа. Смерть Сократа с наглядностью показала, что в этом мире тщетно было бы искать высшей правды и высшего блага, правда всегда обречена на поругание и на жертву. Если существует абсолютное высшее благо, его место не здесь, а в мире идей. Идеи — это первообразы вещей; в них скрыта истинная сущность вещей, их истинное благо и красота. Отвлекаясь от чувственности и приходя к познанию идей, мы вместе с тем приходим к познанию истинного, не призрачного блага и красоты. И здесь, на почве идеологии, познание является средством достижения блага. Философский эрос есть та универсальная добродетель, которая одновременно приводит и к истинному познанию, и к истинному благу, и к бесконечному блаженству. Человеческая душа связана с миром идей своим происхождением из него. В этой же связи следует видеть залог её возможного возврата в этот мир. Психологически эта связь понимается Платоном в понятии о воспоминании и в учении о трёх частях души (μέρη). Главенствующая разумная часть обращена к миру идей. Ей противоположна по своим стремлениям чувственно-похотливая, направленная на призрачное, то есть чувственное, бытие вещей. Промежуточное положение между ними занимает третья часть, более благородная, чем последняя, но тоже чувственного характера, способная склоняться на ту или на другую из противоположных сторон. Это деление души служит основанием более специального учения Платона о добродетели. Каждой части соответствует особая добродетель: уму — мудрость, чувству — мужество, вожделению — самообладание. Правомерное или справедливое участие всех этих частей в жизни души составляет четвёртую, главную добродетель.
Эту теорию добродетелей, в которой вожделение получает своё правомерное участие, следует рассматривать как некоторую уступку человеческому несовершенству, объясняемую и тем обстоятельством, что, развивая это учение, Платон имел собственно в виду обоснование своей социальной теории. Государство, наподобие души, состоит из трёх классов: ремесленников, воинов и правителей. Ремесленникам принадлежит та государственная функция, которая относится к области низшей чувственности, то есть всякого рода промышленность. Воины должны направлять свои силы на то, чтобы мужественно отражать внешних врагов и приводить в действие законы. Роль правителей принадлежит лучшим и мудрейшим людям государства: они олицетворяют его разум. Их функция — руководить государственной жизнью, создавая законодательство и направляя развитие общества к высшему, идеальному благу. В политике Платон проводит самый строгий аристократизм и универсализм. Все важнейшие функции общественной жизни находятся в зависимости от правителей, которые, как мудрецы и люди знания, одни только могут дать правильное направление общественной жизни. Все индивидуальные стремления должны быть согласованы с благом целого. Устройство браков, от которых, главным образом, зависит качество будущего поколения, не может быть предоставлено произволу отдельных личностей, но должно регулироваться правителями. Частная собственность в таком государстве является допустимой только для низшего класса. Государство, в котором должно потонуть все индивидуальное, не является, однако, самоцелью, а лишь средством для достижения высшего, для осуществления идеи Блага. Благо — высшее начало в мире идей. Оно является первоисточником всех остальных идей, а через них — и всего существующего. Оно же является и конечной целью всего бытия. Оно — солнце, дающее всему жизнь и обратно притягивающее к себе все живое. Благо и Бог — понятия равнозначащие. В понятии Бога этика Платона получает своё конечное завершение. Вообще, понятие Бога является самым общим и самым абсолютным этическим принципом как древней языческой, так и новой христианской этики.
Можно сказать без преувеличения, что философия Платона, восходящая от реальных и частных принципов к самому общему идеальному, служит историческим прологом всего дальнейшего развития этики, по крайней мере, в основных его моментах.

## Реалистическое направление
Возникшее на почве философии Сократа реалистическое направление этики можно подразделить на два основных направления:
- одно — которое можно назвать положительным эвдемонизмом — полагает конечной целью существования и человеческого поведения удовольствие в той или иной форме;
- другое — отрицательном эвдемонизме — ставит целью отсутствие страдания.

Несмотря на тождество основного принципа — удовольствия в форме положительной или отрицательной величины, — оба эти направления, по своим жизненным результатам и отношению к другим этическим принципам, существенно различны.
Положительный эвдемонизм представлен гедонистической школой киренаиков и эпикурейцами.

### Киренейская школа
Аристипп, основатель киренейской школы, ставил конечной целью удовольствие, независимо от его специфического качества. Самой ценной стороной удовольствия он считал его интенсивность, отсюда вытекало предпочтение удовольствий тела, как наиболее сильных. Удовольствие настоящего ценилось выше, чем удовольствие будущего, находящегося в руках неверной судьбы.
У одного из последователей Аристиппа, Гегесия, гедонизм превратился в крайний пессимизм: находя, что жизнь неизбежно даёт больше страданий, чем наслаждений, он пришёл к заключению, что смерть есть самый логический вывод из правильно сделанного гедонического расчёта. Теория Гегесия создала среди его современников много самоубийств, а ему дала мрачное прозвище «внушителя смерти» (πεισιθάνατος). В этом историческом эпизоде иногда усматривают доказательство внутренней несостоятельности гедонизма, приходящего путём естественной эволюции к отрицанию жизни. Едва ли это верно. Гедонизм сам по себе совершенно чужд пессимизму; в противном случае их связь сказывалась бы на каждом отдельном представителе этого направления. Пессимизм Гегесия естественнее всего объяснить психологически: ему не давались удовольствия жизни, тогда как находчивый и жизнерадостный Аристипп умел ими пользоваться. Правда, этого факта достаточно, чтобы отвергнуть удовольствие в качестве всеобщего, для всех годного принципа; но гедоники и не претендовали на такую всеобщность, так как ставили своим принципом отнюдь не общее, но личное удовольствие.

### Эпикурейская школа
Отличие эпикурейцев от гедоников состоит лишь в развитии и более детальной разработке основного принципа. Эпикурейцы считались с причинами удовольствия, с его длительностью, с возможностью последующего страдания. В результате у них выработалась более осторожная и смягчённая форма эвдемонизма. Идеалом эпикурейства является особого рода блаженная невозмутимость (атараксия, греч. άταραξία), имеющая не одну отрицательную ценность отсутствия страданий, но также и положительный смысл полной удовлетворённости.
Времяпрепровождение своих богов они представляли именно в форме безмятежного безделья. Насколько облагороженными по сравнению с гедонизмом являются воззрения эпикурейцев, ясно видно из их предпочтения духовных удовольствий телесным, а также из той высокой оценки, которую они придавали удовольствию дружбы.

### Отрицательный эвдемонизм
Отрицательный эвдемонизм имеет представителями киников и отчасти стоиков. Подобно взаимоотношению двух предшествовавших учений, стоицизм можно назвать усовершенствованным кинизмом. Основным принципом киников является абсолютная свобода от влияний окружающей жизни, приводящая к отсутствию всяких страданий. Киники, бывшие больше людьми практики, чем теории, проводили этот принцип весьма односторонне, устремляя всю силу своего презрения на внешнюю материальную обстановку и в открытом попирании всех требований культурности испытывая некоторое своеобразное наслаждение. Этим, быть может, естественнее всего объяснить те, в сущности ненужные, крайности, в которые они впадали в своём образе жизни. Проповедуя безразличие ко всему, что не есть добродетель, киники в действительности не оставались на точке безразличия, но со страстью искореняли то, что, по их мнению, мешало добродетели и независимости мудреца.

### Стоицизм
Стоическая апатия проявлялась равномернее и спокойнее: однако не только в практическом применении основного принципа следует видеть разницу кинической и стоической школ, но главным образом в теоретических воззрениях последней, дающих место ясной универсальной тенденции. Эта тенденция выражалась в понятии мирового закона, в признании существования универсальных норм бытия. В постижении и осуществлении этих норм и заключается обязанность стоического мудреца. Эти нормы имели, в воззрениях стоиков, главным образом натуралистическое и политическое значение. Стоицизм порывает с эвдемонистической точкой зрения и становится на почву объективного обоснования морали. На этой именно почве стоицизм разросся в сложную моральную систему, имевшую весьма большое историческое значение.
В связи с эклектическими философскими учениями, распространившимися во II в. до н. э., стоицизм был перенесён в Рим и там послужил основанием государственного законодательства. Стоическая идея универсальных разумных норм человеческой природы, стоящих над всеми национальными и индивидуальными различиями, легла в основу римского права. Исходя из одного и того же эвдемонистического принципа, эпикуреизм и стоицизм оказали весьма различное влияние на общественные нравы и настроение. Имея своей целью положительное удовольствие, эпикурейство лишено было того дисциплинирующего влияния на человеческую волю, которым, несомненно, обладал стоицизм. Поставленный своим основателем на довольно значительную моральную высоту, эпикуреизм имел всё-таки перед собой вниз направленную плоскость, по которой, под флагом разумного пользования благами жизни, неудержимо влекли его низшие инстинкты человеческой природы. Его падение наиболее резко обнаружилось на римской почве. Но и в лучших своих проявлениях эпикурейство не пошло далее личного душевного благоустройства. В общественной жизни эпикурейцы руководились девизом «проживи незаметно» (λάθε βιώσας), возводя таким образом в принцип себялюбивое обособление и равнодушие к общественным интересам. Виндельбанд совершенно правильно отмечает, что это эгоистическое удаление в частную жизнь сделало эпикуреизм реальной философией всемирной римской монархии, ибо самой твёрдой основой деспотизма была та страсть к наслаждению, в силу которой каждый, среди общей путаницы, старался спасти в тишине своей частной жизни возможно больше личного довольства. Совершенно иную роль сыграл в языческом мире стоицизм. Его аскетический характер имел нравственно-воспитательное значение и подготовлял к восприятию высших этических норм, требующих для осуществления своих идеалов личного самоотречения. Для стоического мудреца, освобождённого от всех личных потребностей и стремлений, открывались гораздо более широкие моральные горизонты. Стоицизм, по самой сущности своих принципов, должен был иметь восходящее направление. И та высота, которой он достиг в своём развитии, обнаружилась на той же римской почве. Если греческие стоики за свой замкнутый, нетерпимый ригоризм по достоинству могли быть названы «фарисеями язычества», то римские стоики, дошедшие, в лице Эпиктета, Сенеки и Марка Аврелия до ясного понимания всеобщего братства людей, составляющих элементы единого божественного целого, до проповеди любви к ближнему, могли быть названы христианами в язычестве. Насколько, однако, эти принципы христианской морали в стоической этики были затеряны в отвлечённой рассудочности и потому безжизненны — показывает отношение Марка Аврелия к христианам, в которых он не узнал своих «братьев».

## Аристотель
Если у Платона этика мыслилась подчиненной по отношению к онтологии и гносеологии то у Аристотеля она обретает самостоятельность. Этическая теория Аристотеля раскрывается в двух его работах «Никомахова этика» и «Евдемова этика». Некоторые исследователи перу Аристотеля приписывают также Magna Moralia (Большая этика).
В лице Аристотеля общественное моральное самосознание Греции имело своего наиболее характерного представителя и систематизатора. Признавая методом практической морали избрание середины между крайностями, Аристотель вполне осуществил это правило в построении своей теоретической этики. Благо, как чисто идеальная трансцендентная цель, было чуждо эмпирическому складу его ума. С другой стороны, удовольствие, лишённое всякого идейного содержания, было слишком низменно и неразумно для его рационалистического мировоззрения. Избранный Аристотелем руководящий этический принцип — блаженство — был именно золотой серединой между этическим идеализмом Платона и конкретностью эвдемонизма.
Сущность блаженства, по Аристотелю, не какое-нибудь неподвижное душевное содержание, но деятельность разума. Поскольку в разуме заключена способность к раскрытию чисто идейного морального содержания, он обладает высшими добродетелями, называемыми дианотическими. Но этих добродетелей мало для морального поведения: необходимо, чтобы человек подчинял все остальные свои стремления велениям разума. В этом подчинении, зависящем от волевой деятельности, заключаются, по Аристотелю, этические добродетели. В понятие этических добродетелей Аристотель вносит весьма существенное дополнение к крайнему этическому интеллектуализму своих предшественников.
Политика Аристотеля носит такой же характер умеренности. В противоположность крайнему универсализму Платона, Аристотель допускает в своём идеальном государстве частную собственность, свободный брак, вообще индивидуальную семью. Из возможных государственных форм наилучшими он считает аристократию, то есть господство лучших, и монархию, то есть господство лучшего. Эта последняя заслуживала бы предпочтения, если бы были какие-либо гарантии в том, что правитель будет действительно соответствовать понятию лучшего. Тирания является наиболее гнусной формой правления.
Цель государства — воспитание высшей формы общественного и индивидуального существования. Незаконченность политического трактата Аристотеля не даёт возможности обсуждать его как целое, а равно оставляет не вполне ясным его идеал совершеннейшего государства и человека. В общем, этические воззрения Аристотеля являются более стройными в отдельных частях, чем в целом, и гораздо более обоснованными в деталях, чем в основных принципах.

## Христианство
Христианская этика, или нравственное учение христианства, определяет моральные ориентиры человеческого поведения. Поведение человека основывается на христианском представлении о природе и предназначении человека, его отношении с Богом. Христианскую этику можно назвать теорией христианского действия.
Выражается этика христианства в христианском этосе, определённом стиле жизни, многообразном по своим проявлениям и присущим как индивидуумам, так и большим социальным группам христиан.
Источник христианской этики — тексты Священного Писания, а также их толкование Отцами Церкви и позднейшими богословами, а также примеры нравственной жизни, явленные в жизни Церкви. Христианская этика проявляет себя не столько в истории моральных идей, сколько в конкретной жизни Церкви.
При сохранении неизменными базовых ценностей, каждая эпоха и различные христианские конфессии предлагают своё понимание конкретных путей воплощения христианских этических принципов в жизнь. Дальнейшему выявлению, обнаружению смысла нравственного учения христианства могут способствовать изменение социальной действительности, умонастроений и систем ценностей, усвоение философского наследия античности, развитие богословия.
Отличие христианской этики от других этических систем:
- христианская этика — не столько система теоретических принципов, сколько определённый способ жизни, подобающий христианам
- все нравственные требования основываются на спасительных действиях Бога, а потому могут быть поняты лишь в контексте истории спасения (дело спасения, осуществленное Христом, не только предшествует нравственным обязанностям, но и делает возможным само их выполнение);
- все проявления нравственной жизни неотделимы от религии в её культовом и благочестивом аспектах (это средства, с помощью которых нравственная жизнь выражает себя)
- христианская этика парадоксальна постольку, поскольку парадоксальна вера в распятого и воскресшего Бога[12]

## Эпоха возрождения
Если начало новой философии характеризуется освобождением от подчинения теологии, то и новая этика возникает впервые на почве естественного разума, признавшего себя независимым от требований религиозности.
Родоначальником этой новой этики следует признать Шаррона, который в сочинении своём «De la sagesse», вышедшем в 1610 году, высказывает мысли, удивительно напоминающие новейших моралистов от Канта и до наших дней. «Нравственность есть первое, религия же — второе, ибо религия есть нечто заученное, извне нам приходящее, усвоенное из учения и откровения и не могущее, поэтому, создать нравственность. Она скорее есть порождение этой последней, ибо нравственность первична, стало быть, старее и естественнее, и ставить её после религии — значит извращать всякий порядок». Дальнейшее развитие теория естественной нравственности получает в Англии, в исследованиях Фрэнсиса Бэкона и Гоббса. Являясь отчасти восстановителем стоического принципа естественного закона (lex naturalis), Бэкон придаёт ему социально-психологический оттенок.
Гоббс выводит всю нравственность из эгоизма, то есть из естественного стремления людей к обособленности и отчуждённости: «война всех против всех» — вот тот первоначальный этический факт, из которого развивается с неизбежной последовательностью положительное право и нравственность. Человек делается общественным животным по необходимости. Только страх людей друг перед другом принуждает их отказываться от природной склонности к насилию и порабощению и устанавливать нормы общежития. Кембриджская школа (Ральф Кедворт, Генри Мор), соединяя религиозность с полным свободомыслием, развивает, главным образом в антагонизме с Гоббсом, теорию априорной морали, отчасти предвосхищающую этику Канта. Ещё более резким протестом против теории Гоббса является мораль Камберленда, отстаивающего общественность человека как первичное свойство его природы. В этике Локка соединяется религиозное и эмпирическое обоснование морали.
Мы познаем Божественный закон из Откровения и в то же время путём опыта приходим к познанию естественного закона. В «Reasonableness of Christianity» обстоятельно рассматривается взаимоотношение этих двух источников нравственного.
Естественный закон совпадает с божественным и его подтверждает. То, что даётся в откровении сразу, достигается через естественный опыт длинным и окольным путём. Стимулом естественного развития нравственности является стремление к счастью. Богатая глубокими мыслями оптимистическая этика Шефтсбери, с её центральным принципом гармонии, во многих отношениях примиряет эгоизм и альтруизм; вместе с тем его мораль ещё более теряет интеллектуальный характер, получая своё обоснование в сфере иррационального, а именно в чувствах и стремлениях. В природе нравственного есть нечто субстанциальное и непосредственно данное, интуитивное, обуславливающее гармонию между социальными и эгоистическими побуждениями. В самих вещах заключается регулирующий принцип, какое-то внутреннее тяготение или таинственная сила природы, которая и побуждает добровольно или недобровольно способствовать благу рода, наказывает и мучит того, кто этого не делает.
То смущение сознания, которое проявляется, например, в чувстве стыда, может происходить только от деяния по существу постыдного, а не от вредных его последствий. Величайшая опасность в мире — точно так же, как и общественное мнение — не в состоянии вызвать это смущение, пока в этом не примет участие наше собственное чувство. Вообще в человеке заложены, в общем, добрые начала, которые являются злом только в силу своего негармонического развития. Душевное здоровье, как и телесное, основано исключительно на равномерном сочетании элементарных функций. Гармония души ведёт, в то же время, к счастью. «Таким образом, — заключает Шефтсбери своё исследование о добродетели, — для каждого добродетель является добром, а порок злом». Интуитивизм (теория непосредственного нравственного созерцания) Шефтсбери получает своё дальнейшее развитие в Шотландской школе, главным образом у Хатчесона и Рида. Основным положением этого направления является непосредственная очевидность нравственного, не выводимая ни из каких соображений разума. Подобно тому как нам непосредственно ясно высшее достоинство эстетических или интеллектуальных наслаждений сравнительно, например, с наслаждениями вкуса, точно так же отличаем мы непосредственно нравственно доброе от всех прочих восприятий. К Шефтсбери примыкают также Девид Юм и Адам Смит, обосновывающие нравственность на психологической основе симпатии. С чрезвычайным остроумием выводит Смит из симпатии такое на первый взгляд чуждое ей явление нравственной жизни, как голос совести. Мы судим о нашем собственном поведении, ставя себя в положение другого и оценивая себя с точки зрения этого другого. Этот воображаемый другой или, как выражается Смит, «беспристрастный зритель внутри нас», чувства которого мы переживаем, и есть голос нашей совести.
На континенте этика значительно уступает по оригинальности и богатству идей этике, возникшей на английской почве. Картезианство всецело тяготеет ещё к теологической этике средневековья. Весьма характерен в этом отношении схоластический спор Фенелона и Боссюэ о бескорыстной любви к Богу. Сущность спора, освобождённая от богословского элемента, сводится к той, не лишённой и современного интереса дилемме: является ли блаженство, представляющее результат нравственного совершенства, одним из нравственных стимулов или же нравственные идеалы имеют цену совершенно бескорыстно, сами по себе. Этика французского Просвещения, воспринимающая частью идеи Гоббса, Локка, Юма (у Гельвеция), частью Шефтсбери (у Руссо), отличается чрезвычайной конкретностью. Её конечной целью является устроение идеальной общественной организации. Мораль Гельвеция, определяемая им как физика нравов, носит сенсуалистический характер. Её основной принцип — эгоистическое стремление к счастью. Общественное целое должно опираться на искусное объединение интересов. Если частные лица не будут в состоянии достигать своего личного счастья, не увеличивая в то же время и счастья общественного, тогда порочными останутся только безумцы; все люди будут вынуждены быть добродетельными. Этику Руссо можно назвать волюнтаристической.
Основа нравственности — в первоначальных, не испорченных культурой стремлениях человека. Тот же волюнтаризм проникает его теорию общественного устройства, основанием которого является свободная воля всех, составляющих общественную организацию. В этике Спинозы возрождается и получает систематическое завершение этический рационализм древности. В более смягчённой форме этот же рационализм присущ этике Лейбница, признавшего, вместе с тем, своё близкое родство с Шефтсбери.

## Кант
Совершенно новую постановку получают этические проблемы у Канта. Если гносеология Канта зависит от философии Юма, то в области морали духовным отцом Канта несомненно был Руссо.

«Что нравственная ценность человека вытекает из природного источника, который ни от какого облагораживания, ни от какого успеха в науках и в развитии ума не зависит, что можно в низком и невежественном состоянии обладать тем, чего не может дать даже высоко развитая наука и познание»

— вот чему Кант, по его собственному признанию, научился у Руссо и что вошло в основание его собственной этики.
Вся моральность заключается в доброй воле исполнить нравственный закон. Сам закон должен отличаться абсолютной всеобщностью. «Поступай так, чтобы правило твоей воли всегда могло быть вместе с тем и принципом всеобщего законодательства» — гласит нравственный закон Канта. Эта формула коренным образом отличает его мораль от всех существовавших до него этических построений, опиравшихся всегда на какое-нибудь эмпирически определённое содержание. Всякое такое содержание принципиально исключается Кантом. В сфере должного не может быть никаких условностей, ничего зависящего от тех или иных конкретных целей и причин. Безусловность морального самоопределения неизбежно приводит к самой общей форме морального закона, в котором нравственно ценным является только его же собственное общее и безусловное содержание. Представляя нечто абсолютно ценное, нравственный закон делает столь же ценным и то существо, которое является его носителем и исполнителем, то есть человека. Таким образом у Канта получается вторая абсолютная моральная ценность — человеческая личность, входящая в содержание второй, более конкретной формулы нравственного закона: «поступай так, чтобы ты пользовался человечеством, как в твоём лице, так и в лице всякого другого, не как средством только, но в то же время и всегда как целью». Несмотря на всю остроумную и замысловатую архитектонику Кантовой этики, соединяющей в одно целое требование абсолютной чистоты нравственного самоопределения с эвдемонистическим идеалом высшего блага — главная ценность и значение её не как системы, а как совершенно новой этической точки зрения. Новизна этой точки зрения состоит в решительном провозглашении полной автономии нравственного закона, то есть независимости его от тех или иных психологических и внешних условий и целей.
Вполне оригинально также своеобразное гносеологическое значение этого закона у Канта, делающее его базисом идеалистического мировоззрения. До Канта должное определялось из познания сущего и возможного; Кант первый попытался обосновать онтологические идеи на сознании должного. Эта попытка имеет глубокое психологическое значение. Что мировоззрение каждого человека обуславливается в значительной мере его стремлениями и нравственным сознанием — это несомненный факт. Превращая этот факт в философскую теорию, Кант установил принципиальный приоритет нравственной воли (практического разума) над теоретическим разумом.
Безусловность нравственного долга превращает его, вместе с тем, в новый метафизический принцип. Для теоретического разума вся действительность сводилась к феноменальному бытию, связанному законом причинности; в нравственном самоопределении открывается новый вид бытия, обладающего свободой от причинности. Метафизическое значение этого принципа раскрыто было более подробно только у Фихте. Для Фихте нравственная воля является в то же время разумной волей; в ней побеждается противоположное «я», им же созданная неразумная природа. Согласно этому, нравственное существование является непрерывным законодательством разумного существа по отношению к самому себе.
Высший критерий этого законодательства — индивидуальная совесть. Цель нравственности — полная свобода от всего того, что не есть разум, то есть полное преодоление неразумной природы. Так как цель эта недостижима, то нравственная деятельность есть бесконечное стремление к идеалу абсолютной свободы.

## Утилитаризм
Прямой противоположностью Кантово-Фихтеанской этики абсолютного долга является почти одновременно возникший утилитаризм. Утилитаризм представляет конечное завершение и усовершенствование эвдемонизма. Польза, выставляемая Миллем как конечная цель нравственного поведения, есть в сущности не что иное, как приведённое к объективной норме и универсально понятое удовольствие и благосостояние всех людей. Правда, эта абстрактность и чрезвычайная общность понятия пользы превращает её зачастую уже в нечто чуждое эвдемонизму; но в этом обнаруживается лишь неустойчивость самого принципа. Наиболее последовательным проведением эвдемонистической точки зрения отличается утилитаризм Бентама, представляющий своего рода арифметику человеческого счастья и несчастья.
С этой последовательностью связана его неполнота, не дающая места в системе высшим нравственным проявлениям, связанным с не окупаемым никаким счастьем страданием. Эта неполнота отчасти сглаживается Дж. С. Миллем, выводящим нравственное бескорыстие из эвдемонистического принципа при помощи психологического понятия ассоциации. Эволюционная мораль Спенсера является во многих отношениях примирением противоположных направлений морального эмпиризма и априоризма на той же эвдемонистической почве. В основе нравственного лежит у него стремление к счастью и отсутствие страданий. Путём сложного эволюционного процесса из этого первоначального стимула развиваются разнообразные моральные инстинкты. Главной задачей Спенсера, как и утилитаристов, было показать, каким образом эгоизм превращается в альтруизм. Утилитаристы хотели обосновать это превращение в индивидуальном сознании; Спенсер с гораздо большим успехом разрешил задачу, став на биологическую эволюционную точку зрения. Таким образом, при помощи наследственности объясняется существование в человеческом сознании всех тех нравственных стимулов, которые не могут быть выведены из личного стремления к счастью. Эвдемонистический принцип переносится с индивида на род.
То поведение нравственно, которое ведёт к благу рода. Это же поведение в общем и целом совпадает с личным благополучием отдельных людей. Совесть и вообще все так называемые прирождённые и интуитивные нравственные принципы обладают только индивидуальной априорностью; действительное их основание — в родовом опыте. Не лишена интереса попытка Сэджвика в его «Methods of Ethics» обосновать утилитаризм чисто логически при помощи отвлечения понятий счастья и пользы от их альтруистической или эгоистической почвы. При этом антагонизм между «я» и «ты» совершенно уничтожается, так как счастье того и другого является абстрактно равноценным. Отчасти примыкает к Спенсеру, по своему чисто биологическому обоснованию, этика Гюйо. Общность исходной точки зрения не уничтожает, однако, полную оригинальность и самобытность морали Гюйо. Основным понятием её является «жизнь». Правильное развёртывание жизненных сил лежит в основе всякого нравственного поведения. Удовольствие только сопровождает жизненные проявления, но не составляет их истинной цели и причины. Напротив, первичной причиной всякого поведения является всегда избыток жизненной энергии, конечная же цель состоит в освобождении этой энергии, в создании все новых и новых форм жизненности. Из этого общего принципа выводятся как эгоистическая, так и альтруистическая нравственность. Эгоизм — это естественное самосохранение и самоутверждение всякой индивидуальной жизни. Сущность жизни заключается, однако, не только в самоутверждении, но также и даже главным образом в расширении и распространении. Эта экспансивность жизни и составляет сущность того, что Гюйо остроумно и метко называет нравственным плодородием (fécondité morale). Нужно, чтобы жизнь индивидуальная расходовалась для других и в случае нужды отдавала бы себя.
Жизнь экспансивна для других, потому что она плодородна, а плодородна она именно потому, что она — жизнь. Это плодородие жизни обнаруживается не только физически, но также в области интеллекта, чувствования и воли. Индивидуальность человеческая недостаточна для обнаружения её собственного жизненного богатства. Мы имеем больше слёз, чем нам необходимо для наших собственных страданий, больше радостей, чем сколько их нужно для нашего собственного счастья. Необходимо идти к другим и умножать самих себя посредством общения мыслей и чувств. Вообще, нравственность и бескорыстие — цвет человеческой жизни. Жизненность — а соответственно этому, и нравственность — выражается в энергии и разнообразии жизненных проявлений, бьющих через край индивидуального существования. Из принципа жизненности Гюйо выводит ещё третье, весьма важное требование морали: внутреннюю согласованность или гармонию жизненных проявлений. Внутреннее противоречие не соответствует принципу жизненной экономии, в которой вся энергия должна иметь своё обнаружение, отнюдь не пропадая во внутренних столкновениях. Поэтому нравственность есть в то же время единство существа, безнравственность — раздвоение. Весьма интересно у Гюйо обоснование бескорыстной жертвы, как высшего проявления жизненной мощи. Жизненность, как внутренняя энергия, выражается не в одной только продолжительности человеческой жизни. Интенсивность некоторых наслаждений может оказаться ценнее всей продолжительности жизни.
Существуют кратковременные действия, включающие в себя гораздо больше жизненной энергии, чем долгое человеческое существование. Поэтому можно иной раз, не будучи неразумным, принести в жертву всю целость существования за один из его моментов, как можно иногда предпочесть один стих целой поэме. Таким моментом именно и является нравственный подвиг самоотвержения. В нём концентрируется вся жизненная ценность индивидуальной личности, а потому вполне естественно, что ради этой ценности отдаётся вся жизнь, особенно в тех случаях, когда отказ от морального подвига низводит жизнь на степень ничтожного прозябания. Этика Гюйо близко стоит к так называемой «независимой морали», главным представителем которой был Вашеро. Эта мораль стремилась создать учение о нравах, независимое ни от какой метафизики или религии. Конечная цель и благо выводятся из природы человека, понимаемой психологически. Цель всякого существа состоит в развитии его природы. Природа, цель, благо — эти три понятия вытекают одно из другого логически: благо определяется целью, а цель природой. Таким образом все сводится к познанию человека.

## Ницшеанство
Ницшеанство — не что иное, как проповедь жизни во имя жизни. Жизненная мощь, свобода жизненных проявлений и их внутренняя гармония составляют основные принципы как этики Гюйо, так и Ницше. Выдающееся значение Ницше в истории новейшей этики, разделяемое им с Достоевским, состоит в необычайной смелости его морального скепсиса. [Конечно, близость Ницше и Достоевского относится к одному только пункту их мировоззрений, имевших в целом диаметрально противоположное развитие.] Вся новая этика, несмотря на чрезвычайное разнообразие её принципов, тяготела всё-таки к христианскому миросозерцанию, с его альтруистическим и универсальным кодексом. Задачей почти всех моралистов было во что бы то ни стало вывести из своих основоположений требование любви к ближнему и личного самоотречения. В сущности это требование было априорной, хотя и не всегда сознаваемой предпосылкой почти всех этических систем. Став на точку зрения радикального сомнения, Ницше отринул это требование общепринятой этики, как совершенно недоказанный моральный предрассудок. Подобно Декарту, усомнившемуся во всех признанных до него очевидных истинах, и Ницше захотел начать с самого начала в области этики.
Независимо от ценности его положительных этических воззрений, в его моральном скепсисе нельзя не признать оздоровляющий момент в истории этических учений. После Ницше нельзя уже отделываться психологическими теориями, показывающими, как из эгоизма или из других внутренних стимулов возникают справедливость, сочувствие, любовь к ближнему, самопожертвование и другие теоретически общепринятые принципы, а необходимо оправдать их по существу, дать рациональное обоснование их обязательности и преимущества перед противоположными им человеческими стремлениями.
Сам Ницше разрешал поставленную им моральную проблему в духе ниспровержения традиционной морали. Во имя чего совершил Ницше это ниспровержение — остаётся, в сущности, загадкой. Идеал сверхчеловека не определён им столь ясными чертами, чтобы противоречие его принципам христианской морали представлялось вполне очевидным. Если сверхчеловек есть идеал жизненной мощи, полноты и гармонии, то этот идеал не может исключать ничего жизненного, богатого духовной силой. Не видеть этой силы в христианской любви и самоотречении можно только из неистребимого желания сделать переоценку всех моральных ценностей и во что бы то ни стало переместить моральные полюсы один на место другого. В этом отношении Гюйо, опиравшийся, по существу, на тот же принцип, остаётся вполне свободен от суетной оригинальности своего единомышленника. Впрочем, этика Ницше не остаётся верной даже своей вражде к христианству. Достаточно вспомнить его полный силы и красоты гимн погибающим («я люблю тех, кто не умеет жить, не погибая: ибо гибель их есть переход к высшему» — «я учу вас созидающей смерти, которая становится напоминанием и обетом»), чтобы признать известную долю справедливости в данной ему одним из новейших писателей характеристик «тайного ученика Христа». Этика Ницше есть мораль неопределённого грядущего и, как таковая, может быть поставлена в некоторое родство со всяким моральным учением, отвергающим зло настоящего ради высшего идеала будущего.
Ницше чужд всяким универсалистическим тенденциями. Для него индивидуум есть нечто самодовлеющее, самоценное. Индивидуум должен быть свободен от всякого подчинения чему-либо для него внешнему. Вот это именно требование и ставит мораль Ницше в резкий антагонизм со всякой религиозной моралью. Вражда с Богом есть, быть может, самый искренний и страстный призыв, лежащий в глубине всех этических взглядов Ницше.
Интересную противоположность Ницше представляет индивидуализм Лютославского, развитый им в сочинении «Seelenmacht» и довольно необычно соединяющийся с ярко выраженными альтруистическими тенденциями.
Своеобразное соединение эволюционной и утилитарной морали представляет и этика Гефдинга, стремящаяся освободиться от всякой связи с метафизическими и религиозными проблемами. В сущности Гефдинг возвращается к эвдемонистическому обоснованию этики. Её основным принципом он ставит благополучие (Wohlfart), настаивая, однако, на отличии этого принципа от всеобщего счастья и пользы утилитаристов. Под благополучием следует разуметь все то, что служит удовлетворению человеческой природы в её целом. Благополучие обозначает именно состояние цельности.
Мгновенные чувства страдания и удовольствия не дают критерия для оценки цельного состояния. Благополучие, как индивидуальное, так и общественное, не есть также нечто стойкое и неподвижное: оно изменяется вместе с развитием и состоит в деятельности. Понимая благополучие как изменчивый и развивающийся идеал, Гефдинг устраняет из своего эвдемонизма возможность гедонической сытости и косности. Напротив, всякое данное нравственное равновесие может быть нарушено во имя высшей формы благополучия, которая может быть куплена даже ценой страдания. Несмотря на условность основного принципа, этика Гефдинга представляет весьма ценное исследование, анализирующее все важнейшие вопросы общественной и индивидуальной жизни и дающее если не всегда глубокое, то во всяком случае ясное и психологически тонкое разрешение.

## Этика Паульсена
Свою систему этики сформулировал Фридрих Паульсен в работе «System der Ethik». В этом капитальном труде приведены к гармоничному единству все важнейшие черты новейшей этики. Паульсен называет своё этическое мировоззрение телеологическим энергетизмом. Под телеологией в этике Паульсен разумеет точку зрения, оценивающую поступки как дурные или хорошие на основании тех результатов или целей, к которым они тяготеют по самой своей природе. Эту точку зрения Паульсен противополагает формально-интуитивной, оценивающей действия безотносительно к их результатам, на основании чисто формального требования чистоты нравственного побуждения. С чрезвычайной ясностью показывает Паульсен полную недостаточность такой формальной этики, не имеющей для оценки действий никакой точки опоры. Несомненно, говорит Паульсен, что акт благожелательства получает положительную моральную оценку именно потому, что он направлен к определённому факту, а именно ко благу нашего ближнего. Напротив, если наши действия клонятся к результатам, в том или ином смысле гибельным для жизни, то они именно в силу этого обстоятельства получают другую оценку. Итак, только реальное значение наших поступков для нашей собственной жизни и для наших окружающих является той почвой, на которой могут создаваться моральные ценности. Однако если таким путём определяются общие нормы нравственности, то из этого ещё не следует, что каждый отдельный поступок оценивается исключительно по его результатам. Каждое деяние, относясь к тому или иному моральному типу, может иметь в каждом отдельном случае различное индивидуальное значение. Кража для себя и кража ради спасения своего ближнего получают различную оценку в зависимости от внутреннего стимула деяния. Вообще, Паульсен различает в поступках, а в зависимости от того — и в их оценке, две стороны: субъективную и объективную. Поступки, имеющие объективно отрицательные последствия, являются всегда дурными; но если они совершены, кроме того, с желанием этих последствий, они характеризуются как злые. Хорошими поступками Паульсен называет те, которые направлены к жизненному благу как субъективно, так и объективно. Этический энергетизм Паульсена состоит в понимании блага как известного объективного содержания бытия и жизнедеятельности. Здесь Паульсен противополагает свою точку зрения гедонизму, признающему высшим благом удовольствие. Моральное благо есть всегда определённое жизненное содержание, к которому удовольствие или неудовольствие присоединяется как вторичное и с моральной точки зрения несущественное обстоятельство. Вообще, несогласно с психологией утверждать, что нормальная деятельность человека определяется стремлением к удовольствию или избавлению от страданий. Человек прежде всего стремится к осуществлению тех действий, которые соответствуют его природе. Он ест не ради удовольствия еды, а для поддержания своего существования. Вообще всякая жизненная сила и потребность стремится осуществить то или иное жизненное содержание, не спрашивая, к чему приведёт это стремление — к удовольствию или страданию. Если нормальные функции жизни превращаются иногда в средства достижения наслаждения, то сама природа жестоко наказывает за такое извращение её действительных целей. Итак, только жизнь с её объективными отношениями, с её разнообразным материальным и идейным содержанием есть то, что может быть названо благом. Благо жизни состоит именно в её полноте и свободном раскрытии всех функций. Однако идеал морального блага имеет различное содержание в зависимости от тех жизненных форм, к которым он относится: надо различать благо индивидуума, благо нации, государства, человечества. Благо человечества есть высшая идея эмпирической этики. Ей подчинены частные виды блага индивидуумов и народов, но подчинены не как безразличные средства, а как органические части. Но и на этой идее жизненной полноты и внутреннего совершенства общечеловеческой жизни не может остановиться человеческая этика. За этим эмпирически определённым моральным горизонтом намечаются более отдалённые, но вместе с тем и более высокие моральные цели. Человечество есть лишь одно звено всемирной жизни: она тяготеет к высшему моральному благу, которому имя Бог. Только в религии этика получает своё завершение. Впрочем, та религиозность, которая должна быть связана с истинным этическим настроением, определяется Паульсеном чрезвычайно широко.
Религиозность — говорит он, примыкая к Шлейермахеру — есть чувство благоговения перед Бесконечным, а также уверенность в том, что основой и конечной целью мира является абсолютное благо. Представление и понятие, в которые облекаются эти чувства, являются второстепенным и преходящим содержанием религиозности. Одним из блестящих пунктов этики Паульсена является разъяснение иезуитского принципа «цель оправдывает средства». Этот принцип ложен, если под целью разумеют не высшее моральное благо, а ту или иную частную цель. Его ошибочность состоит также и в том внутреннем противоречии, которое он обыкновенно получает на практике. Дело в том, что ничто в жизни, а в особенности в человеческих отношениях, не является только средством, но всегда оказывается в той или иной мере и целью. Поэтому, например, убийство человека ради спасения своих ближних непозволительно, так как этим действием осуществляется, между прочим, безнравственная цель, а именно гибель человека, которая лишь софистически подводилась под понятие средства. При правильном понимании этого положения никогда не может быть, чтобы средство, которое само по себе дурно, служило для высшей моральной цели. Высшее моральное благо достижимо только хорошими средствами — и если под целью разуметь именно это благо, то иезуитская формула получает значение бесспорной истины. Конечно, иезуитская практика была далека от такого понимания по существу верного принципа. В сфере социальных вопросов Паульсен обнаруживает примирительную тенденцию. И здесь он оценивает возможные решения с точки зрения общей целесообразности. Скорее относясь отрицательно к социал-демократическому движению, он признаёт правильность поставленного им требования более справедливого распределения жизненных ценностей. Однако такое распределение не требует тех коренных реформ, которые постулируются социал-демократией. Проведение в жизнь социал-демократической программы представило бы, по мнению Паульсена, чрезвычайные затруднения и могло бы оказаться крайне гибельным историческим экспериментом, имеющим своим результатом крушение тех самых идеалов, к которым стремится социал-демократическая партия (развитие культуры и индивидуальная свобода). Вообще социальный вопрос не есть только вопрос политики и государственной жизни, но главным образом вопрос морали, частной хозяйственной жизни и индивидуальных отношений. Универсальных средств для его разрешения нет. Он должен быть разрешаем в каждом частном хозяйстве. Каждый работодатель должен сознавать свои обязанности по отношению к своему рабочему или слуге. Идея справедливости и её общественной целесообразности должна быть внутренне усвоена всем общественным организмом — а это достигается, во всяком случае, не путём одних только внешних реформ.